# Amöneburg
Amöneburg är en stad i Landkreis Marburg-Biedenkopf i Regierungsbezirk Gießen i förbundslandet Hessen i Tyskland. De tidigare kommunerna Erfurtshausen, Mardorf, Roßdorf och Rüdigheim uppgick i Amöneburg 31 december 1971.